# 천년째 연애중
《천년째 연애중》은 2016년 12월 5일부터 2016년 12월 23일까지 방영된 대한민국의 웹드라마이다.

## 등장 인물
- 강승윤 : 유준우 역
- 황승언 : 편미조 역
- 김희정 : 연지 역
- 장기용 : 제이슨 역
- 김진우 : 형식 역
- 배정남 : 시한부 역
- 김도연 : 피오나 역
- 이승준 : 율곡이이 역
- 갈소원 : 상담녀3 역
- 씨잼 : 오디션 참가자 역 (특별출연)
- 파로 : 오디션 참가자 역 (특별출연)
- 마이크로닷 : 공연 게스트 역 (특별출연)